# Secche di Vada

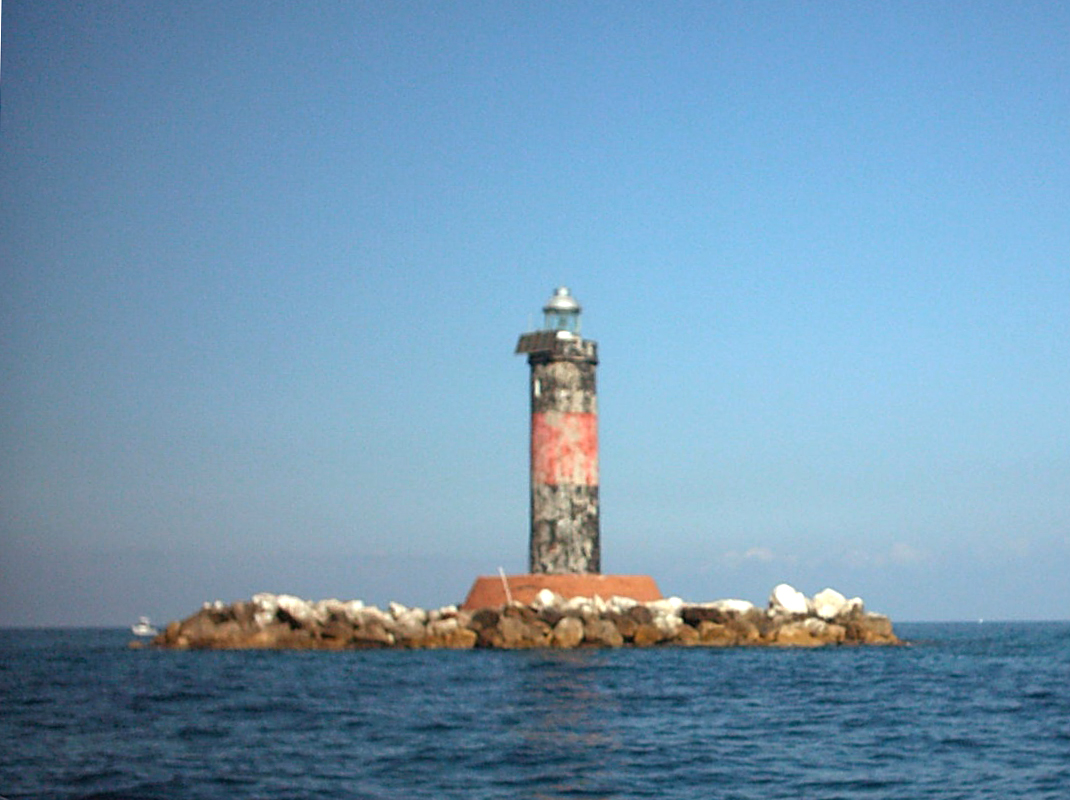
Il faro di Vada segnala le secche con dei lampi bianchi

Le secche di Vada orlano il tratto di costa del Mar Ligure compresa tra le foci dei fiumi Fine e Cecina. 
Distano circa 4 miglia dalla costa, con scogli affioranti e fondali sabbiosi di profondità minima di 2,5 metri.
Sono segnalate dal faro delle Secche di Vada (n. 1975) con dei lampi bianchi.
Anticamente, e fino al 1979, le secche erano segnalate dal faro posto all'interno della storica torre medioevale costruita dai Pisani sul finire del XIII secolo.